# Peter Weimar (Theologe)
Peter Weimar (* 31. Juli 1942 in Mönchengladbach) ist ein deutscher römisch-katholischer Theologe.

## Leben
Nach dem Studium der Theologie und der biblisch-orientalischen Sprachen in Frankfurt am Main, München, Freiburg im Breisgau und Würzburg, der Promotion 1972 in Freiburg im Breisgau und der Habilitation 1976 in Würzburg war von 1976 bis 2007 Professor für Altes Testament in Münster. Seit 2007 ist er emeritiert.

## Schriften (Auswahl)
- Untersuchungen zur priesterschriftlichen Exodusgeschichte. Würzburg 1973, ISBN 3-429-00343-1.
- Die Berufung des Mose. Literaturwissenschaftliche Analyse von Exodus 2,23–5,5. Göttingen 1980, ISBN 3-7278-0231-6.
- Die Meerwundererzählung. Eine redaktionskritische Analyse von Ex 13,17–14,31. Wiesbaden 1985, ISBN 3-447-02568-9.
- Studien zur Priesterschrift. Tübingen 2008, ISBN 3-16-149446-6.